# یواس‌اس ال‌اس‌تی-۸۰۱
یواس‌اس ال‌اس‌تی-۸۰۱ (به انگلیسی: USS LST-801) یک کشتی است که طول آن ۳۲۸ فوت (۱۰۰ متر) می‌باشد. این کشتی در سال ۱۹۴۴ ساخته شد.